# Нормальное распределение
Норма́льное распределе́ние, также называемое распределением Гаусса или Гаусса — Лапласа, или колоколообразная кривая — непрерывное распределение вероятностей с пиком в центре и симметричными боковыми сторонами, которое в одномерном случае задаётся функцией плотности вероятности, совпадающей с функцией Гаусса:
{\displaystyle f(x)={\frac {1}{{\sqrt {2\pi }}\sigma }}e^{-{\frac {1}{2}}\left({\frac {x-\mu }{\sigma }}\right)^{2}}},
где параметр {\displaystyle \mu } — математическое ожидание (среднее значение), медиана и мода распределения, а параметр {\displaystyle \sigma } — среднеквадратическое отклонение, {\displaystyle \sigma ^{2}} — дисперсия распределения.
Таким образом, одномерное нормальное распределение является двухпараметрическим семейством распределений, которое принадлежит экспоненциальному классу распределений. Многомерный случай описан в статье «Многомерное нормальное распределение».
Стандартным нормальным распределением называется нормальное распределение с математическим ожиданием {\displaystyle \mu =0} и стандартным отклонением {\displaystyle \sigma =1.}

## Общие сведения
Если величина является суммой многих случайных слабо взаимозависимых величин, каждая из которых вносит малый вклад относительно общей суммы, то центрированное и нормированное распределение такой величины при достаточно большом числе слагаемых стремится к нормальному распределению.
Это следует из центральной предельной теоремы теории вероятностей. В окружающем нас мире часто встречаются величины, значение которых определяется совокупностью многих независимых факторов. Этот факт, а также то, что распределение считалось типичным, обычным, привели к тому, что в конце XIX века стал использоваться термин «нормальное распределение». Нормальное распределение играет заметную роль во многих областях науки, например в математической статистике и статистической физике.
Случайная величина, имеющая нормальное распределение, называется нормальной, или гауссовской, случайной величиной.

## Определения

### Стандартное нормальное распределение
Наиболее простой случай нормального распределения — стандартное нормальное распределение — частный случай, когда {\displaystyle \mu =0} и {\displaystyle \sigma =1.} Его плотность вероятности равна:
{\displaystyle \varphi (x)={\frac {1}{\sqrt {2\pi }}}e^{-{\frac {1}{2}}x^{2}}.}
Множитель {\displaystyle {\frac {1}{\sqrt {2\pi }}}} в выражении обеспечивает условие нормировки интеграла {\displaystyle \int \limits _{-\infty }^{+\infty }\varphi (x)\,dx=1}. Поскольку множитель {\displaystyle {\frac {1}{2}}} в экспоненте обеспечивает дисперсию равную единице, то и стандартное отклонение равно 1. Функция симметрична в точке {\displaystyle x=0,} её значение в ней максимально и равно {\displaystyle {\frac {1}{\sqrt {2\pi }}}.} Точки перегиба функции: {\displaystyle x=+1} и {\displaystyle x=-1.}
Гаусс называл стандартным нормальным распределение с {\displaystyle \sigma ^{2}=1/2,} то есть:
{\displaystyle \varphi (x)={\frac {e^{-x^{2}}}{\sqrt {\pi }}}.}

### Нормальное распределение с параметрами μ, σ
Каждое нормальное распределение — это вариант стандартного нормального распределения, область значений которого растягивается множителем {\displaystyle \sigma } (стандартное отклонение) и переносится на {\displaystyle \mu } (математическое ожидание):
{\displaystyle f(x\mid \mu ,\sigma ^{2})={\frac {1}{\sigma }}\varphi \left({\frac {x-\mu }{\sigma }}\right).}
{\displaystyle \mu ,\sigma } являются параметрами нормального распределения. Плотность вероятности должна нормироваться {\displaystyle {\frac {1}{\sigma }},} так что интеграл равен 1.
Если {\displaystyle Z} — стандартная нормальная случайная величина, то величина {\displaystyle X=\sigma Z+\mu } будет иметь нормальное распределение с математическим ожиданием {\displaystyle \mu } и стандартным отклонением {\displaystyle \sigma .} Наоборот, если {\displaystyle X} — нормальная величина с параметрами {\displaystyle \mu } и {\displaystyle \sigma ^{2},} то {\displaystyle Z={\frac {X-\mu }{\sigma }}} будет иметь стандартное нормальное распределение.
Если в экспоненте плотности вероятности раскрыть скобки и учитывать, что {\displaystyle 1=\ln e}, то:
{\displaystyle f(x)={\frac {1}{{\sqrt {2\pi }}\sigma }}e^{-{\frac {1}{2}}\left({\frac {x-\mu }{\sigma }}\right)^{2}}=e^{-{\frac {1}{2}}\left(2\ln \sigma +\ln 2\pi +\left({\frac {x-\mu }{\sigma }}\right)^{2}\right)}=e^{-{\frac {1}{2}}\left({\frac {x^{2}}{\sigma ^{2}}}-2{\frac {\mu x}{\sigma ^{2}}}+2\ln \sigma +\ln 2\pi +{\frac {\mu ^{2}}{\sigma ^{2}}}\right)}.}
Таким образом, плотность вероятности каждого нормального распределения представляет собой экспоненту квадратичной функции:
{\displaystyle f(x)=e^{ax^{2}+bx+c},}
где {\displaystyle a=-{\frac {1}{2\sigma ^{2}}},\ b={\frac {\mu }{\sigma ^{2}}},\ c=-\left(\ln \sigma +{\frac {1}{2}}\ln 2\pi +{\frac {1}{2}}{\frac {\mu ^{2}}{\sigma ^{2}}}\right).}
Отсюда можно выразить среднее значение как {\displaystyle \mu =-{\frac {b}{2a}},} а дисперсию как {\displaystyle \sigma ^{2}=-{\frac {1}{2a}}.} Для стандартного нормального распределения {\displaystyle a=-1/2,} {\displaystyle b=0} и {\displaystyle c=-{\frac {1}{2}}\ln 2\pi .}

### Обозначение
Плотность вероятности стандартного нормального распределения (с нулевым средним и единичной дисперсией) часто обозначается греческой буквой {\displaystyle \phi } (фи). Также достаточно часто используется альтернативное начертание греческой буквы фи {\displaystyle \varphi }.
Нормальное распределение часто обозначается {\displaystyle N(\mu ,\sigma ^{2}),} или {\displaystyle {\mathcal {N}}(\mu ,\sigma ^{2})}. Если случайная величина {\displaystyle X} распределена по нормальному закону со средним {\displaystyle \mu } и вариацией {\displaystyle \sigma ^{2},} то пишут:
{\displaystyle X\sim {\mathcal {N}}(\mu ,\sigma ^{2}).}

### Функция распределения
Функция распределения стандартного нормального распределения (нормальное интегральное распределение) обычно обозначается заглавной греческой буквой {\displaystyle \Phi } (фи), в России называется функцией Лапласа и представляет собой интеграл:
{\displaystyle \Phi (x)={\frac {1}{\sqrt {2\pi }}}\int \limits _{-\infty }^{x}e^{-t^{2}/2}\,dt.}
С ней связана функция ошибок (интеграл вероятности) {\displaystyle \operatorname {erf} (x),} дающий вероятность того, что нормальная случайная величина со средним 0 и вариацией 1/2 попадёт в отрезок {\displaystyle [-x,x]}:
{\displaystyle \operatorname {erf} (x)={\frac {2}{\sqrt {\pi }}}\int \limits _{0}^{x}e^{-t^{2}}\,dt.}
Эти интегралы не выражаются в элементарных функциях и называются специальными функциями. Многие их численные приближения известны. См. ниже.
Функции связаны, в частности, соотношением:
{\displaystyle \Phi (x)={\frac {1}{2}}\left[1+\operatorname {erf} \left({\frac {x}{\sqrt {2}}}\right)\right]}.
Нормальное распределение с плотностью {\displaystyle f,} средним {\displaystyle \mu } и отклонением {\displaystyle \sigma } имеет следующую функцию распределения:
{\displaystyle F(x)=\Phi \left({\frac {x-\mu }{\sigma }}\right)={\frac {1}{2}}\left[1+\operatorname {erf} \left({\frac {x-\mu }{\sigma {\sqrt {2}}}}\right)\right].}
Можно использовать функцию {\displaystyle Q(x)=1-\Phi (x)} — она даст вероятность того, что значение стандартной нормальной случайной величины {\displaystyle X} больше или равно {\displaystyle x}:
{\displaystyle P(X\geqslant x)}.
График стандартной нормальной функции распределения {\displaystyle \Phi } имеет 2-кратную вращательную симметрию относительно точки (0;1/2), то есть {\displaystyle \Phi (-x)=1-\Phi (x).} Её неопределенный интеграл равен:
{\displaystyle \int \Phi (x)\,dx=x\Phi (x)+\varphi (x)+C.}
Функция распределения стандартной нормальной случайной величины может быть разложена с помощью метода интегрирования по частям в ряд:
{\displaystyle \Phi (x)={\frac {1}{2}}+{\frac {1}{\sqrt {2\pi }}}\cdot e^{-x^{2}/2}\left[x+{\frac {x^{3}}{3}}+{\frac {x^{5}}{3\cdot 5}}+\cdots +{\frac {x^{2n+1}}{(2n+1)!!}}+\cdots \right],}
где знак {\displaystyle !!} означает двойной факториал.
Асимптотическое разложение функции распределения для больших {\displaystyle x} может быть также произведено интегрированием по частям.

#### Стандартное отклонение
Около 68 % значений из нормального распределения находятся на расстоянии не более одного стандартного отклонения σ от среднего; около 95 % значений лежат на расстоянии не более двух стандартных отклонений; и 99,7 % не более трёх. Этот факт является частным случаем правила 3 сигм для нормальной выборки.
Более точно, вероятность получить нормальное число в интервале между {\displaystyle \mu -n\sigma } и {\displaystyle \mu +n\sigma } равна:
{\displaystyle F(\mu +n\sigma )-F(\mu -n\sigma )=}
{\displaystyle \Phi (n)-\Phi (-n)=\operatorname {erf} \left({\frac {n}{\sqrt {2}}}\right).}
С точностью до 12 значащих цифр значения для {\displaystyle n=1,2,\ldots ,6} приведены в таблице:
| 3,15148718753 |

| 21,9778945080 |

| 370,398347345 |

| 15787.1927673 |

| 1744277,89362 |

| 506797345,897 |

## Свойства

### Моменты
Моментами и абсолютными моментами случайной величины {\displaystyle X} называются математические ожидания случайных величин {\displaystyle X^{p}} и {\displaystyle \left|X\right|^{p},} соответственно. Если математическое ожидание случайной величины {\displaystyle \mu =0,} то эти параметры называются центральными моментами. В большинстве случаев представляют интерес моменты для целых {\displaystyle p.}
Если {\displaystyle X} имеет нормальное распределение, то для неё существуют (конечные) моменты при всех {\displaystyle p} с действительной частью больше −1. Для неотрицательных целых {\displaystyle p} центральные моменты таковы:
{\displaystyle \mathbb {E} \left[X^{p}\right]={\begin{cases}0&p=2n+1,\\\sigma ^{p}\,\left(p-1\right)!!&p=2n.\end{cases}}}
Здесь {\displaystyle n} — натуральное число, а запись {\displaystyle (p-1)!!} означает двойной факториал числа {\displaystyle p-1,} то есть (поскольку {\displaystyle p-1} в данном случае нечётно) произведение всех нечётных чисел от 1 до {\displaystyle p-1.}
Центральные абсолютные моменты для неотрицательных целых {\displaystyle p} таковы:
{\displaystyle \mathbb {E} \left[\left|X\right|^{p}\right]=\sigma ^{p}\,\left(p-1\right)!!\cdot \left.{\begin{cases}{\sqrt {\frac {2}{\pi }}}&p=2n+1,\\1&p=2n.\end{cases}}\right\}=\sigma ^{p}\cdot {\frac {2^{\frac {p}{2}}\Gamma \left({\frac {p+1}{2}}\right)}{\sqrt {\pi }}}.}
Последняя формула справедлива также для произвольных {\displaystyle p>-1}.

### Преобразование Фурье и характеристическая функция
Преобразование Фурье нормальной плотности вероятности {\displaystyle f} с математическим ожиданием {\displaystyle \mu } стандартным отклонением {\displaystyle \sigma } равно:
{\displaystyle {\hat {f}}(t)=\int \limits _{-\infty }^{\infty }f(x)e^{-itx}\,dx=e^{i\mu t-{\frac {1}{2}}\sigma ^{2}t^{2}},}
где {\displaystyle i} есть мнимая единица.
Если математическое ожидание {\displaystyle \mu =0,} то первый множитель равен 1, и преобразование Фурье, с точностью до константы есть нормальная плотность вероятности на частотных интервалах, с математическим ожиданием равным 0 и стандартным отклонением {\displaystyle 1/\sigma .} В частности, стандартное нормальное распределение {\displaystyle \varphi } есть собственная функция от преобразования Фурье.
В теории вероятности, преобразование Фурье плотности распределения действительной случайной величины {\displaystyle X} близко связано с характеристической функцией {\displaystyle \varphi _{X}(t)} этой величины, которая определена как математическое ожидание от {\displaystyle e^{itX}} и является функцией вещественной переменной {\displaystyle t} (частотный параметр преобразования Фурье). Определение может быть распространено и на комплексную переменную {\displaystyle t}. Соотношение записывается так:
{\displaystyle \varphi _{X}(t)={\hat {f}}(-t).}

### Бесконечная делимость
Нормальное распределение является бесконечно делимым.
Если случайные величины {\displaystyle X_{1}} и {\displaystyle X_{2}} независимы и имеют нормальное распределение с математическими ожиданиями {\displaystyle \mu _{1}} и {\displaystyle \mu _{2}} и дисперсиями {\displaystyle \sigma _{1}^{2}} и {\displaystyle \sigma _{2}^{2}} соответственно, то {\displaystyle X_{1}+X_{2}} также имеет нормальное распределение с математическим ожиданием {\displaystyle \mu _{1}+\mu _{2}} и дисперсией {\displaystyle \sigma _{1}^{2}+\sigma _{2}^{2}.}
Отсюда вытекает, что нормальная случайная величина представима как сумма произвольного числа независимых нормальных случайных величин.

### Максимальная энтропия
Нормальное распределение имеет максимальную дифференциальную энтропию среди всех непрерывных распределений, дисперсия которых не превышает заданную величину.

### Правило трёх сигм для гауссовской случайной величины
Правило трёх сигм ({\displaystyle 3\sigma }) — практически все значения нормально распределённой случайной величины лежат в интервале:
{\displaystyle \left(\mu -3\sigma ;\mu +3\sigma \right),}
где {\displaystyle \mu =\mathbb {E} \xi } — математическое ожидание и параметр нормальной случайной величины.
Более точно — приблизительно с вероятностью 0,9973 значение нормально распределённой случайной величины лежит в указанном интервале.

## Моделирование нормальных псевдослучайных величин
При компьютерном моделировании, особенно при применении метода Монте-Карло, желательно использовать величины, распределенные по нормальному закону. Многие алгоритмы дают стандартные нормальные величины, так как нормальную величину {\displaystyle X\sim N(\mu ,\sigma ^{2})} можно получить как:
{\displaystyle X=\mu +\sigma Z,}
где Z — стандартная нормальная величина.
Алгоритмы также используют различные преобразования равномерных величин.
Простейшие приближённые методы моделирования основываются на центральной предельной теореме. Если сложить достаточно большое количество независимых одинаково распределённых величин с конечной дисперсией, то сумма будет иметь распределение, близкое к нормальному. Например, если сложить 100 независимых стандартно равномерно распределённых случайных величин, то распределение суммы будет приближённо нормальным.
Для программного генерирования нормально распределённых псевдослучайных величин предпочтительнее использовать преобразование Бокса — Мюллера. Оно позволяет генерировать одну нормально распределённую величину на базе одной равномерно распределённой.
Также существует алгоритм Зиккурат, который работает даже быстрее преобразования Бокса — Мюллера. Он сложнее в реализации, но его применение оправдано в случаях, когда требуется генерирование очень большого числа неравномерно распределённых случайных чисел.

## Нормальное распределение в природе и приложениях
Нормальное распределение часто встречается в природе. Например, следующие случайные величины хорошо моделируются нормальным распределением:
- отклонение при стрельбе;
- погрешности измерений (однако погрешности некоторых измерительных приборов имеют иное распределение);
- некоторые характеристики живых организмов в популяции.

Такое широкое распространение этого распределения связано с тем, что оно является бесконечно делимым непрерывным распределением с конечной дисперсией. Поэтому к нему в пределе приближаются некоторые другие, например биномиальное и пуассоновское. Этим распределением моделируются многие недетерминированные физические процессы.
Многомерное нормальное распределение используется при исследовании многомерных случайных величин (случайных векторов). Одним из многочисленных примеров таких приложений является исследование параметров личности человека в психологии и психиатрии.

## Связь с другими распределениями
- Нормальное распределение является распределением Пирсона типа XI[14].
- Отношение пары независимых стандартных нормально распределенных случайных величин имеет распределение Коши[15]. То есть, если случайная величина {\displaystyle X} представляет собой отношение {\displaystyle X=Y/Z} (где {\displaystyle Y} и {\displaystyle Z} — независимые стандартные нормальные случайные величины), то она будет обладать распределением Коши.
- Если {\displaystyle z_{1},\ldots ,z_{k}} — совместно независимые стандартные нормальные случайные величины, то есть {\displaystyle z_{i}\sim N\left(0,1\right),} то случайная величина {\displaystyle x=z_{1}^{2}+\ldots +z_{k}^{2}} имеет распределение хи-квадрат с k степенями свободы.
- Если случайная величина {\displaystyle X} подчинена логнормальному распределению, то её натуральный логарифм имеет нормальное распределение. То есть, если {\displaystyle X\sim \mathrm {LogN} \left(\mu ,\sigma ^{2}\right),} то {\displaystyle Y=\ln \left(X\right)\sim \mathrm {N} \left(\mu ,\sigma ^{2}\right).} И наоборот, если {\displaystyle Y\sim \mathrm {N} \left(\mu ,\sigma ^{2}\right),} то {\displaystyle X=\exp \left(Y\right)\sim \mathrm {LogN} \left(\mu ,\sigma ^{2}\right).}
- Если {\displaystyle X_{1},X_{2},...,X_{n}} независимые нормально распределенные случайные величины с математическими ожиданиями {\displaystyle \mu } и дисперсиями {\displaystyle \sigma ^{2},} то их выборочное среднее независимо от выборочного стандартного отклонения[16], а отношение следующих двух величин будет иметь t-распределение с {\displaystyle {\text{n}}-1}степенями свободы:

{\displaystyle t={\frac {{\overline {X}}-\mu }{S/{\sqrt {n}}}}={\frac {{\frac {1}{n}}(X_{1}+\cdots +X_{n})-\mu }{\sqrt {{\frac {1}{n(n-1)}}\left[(X_{1}-{\overline {X}})^{2}+\cdots +(X_{n}-{\overline {X}})^{2}\right]}}}\sim t_{n-1}.}
- Если {\displaystyle X_{1},X_{2},...,X_{n},} {\displaystyle Y_{1},Y_{2},...,Y_{n}} независимые стандартные нормальные случайные величины, то отношение нормированных сумм квадратов будет иметь распределение Фишера с ({\displaystyle {\text{n}},} {\displaystyle {\text{m}}}) степенями свободы[17]:

{\displaystyle F={\frac {\left(X_{1}^{2}+X_{2}^{2}+\cdots +X_{n}^{2}\right)/n}{\left(Y_{1}^{2}+Y_{2}^{2}+\cdots +Y_{m}^{2}\right)/m}}\sim F_{n,m}.}
- Отношение квадратов двух стандартных нормальных случайных величин имеет распределение Фишера со степенями свободы {\displaystyle \left(1,1\right).}

## История
Впервые нормальное распределение как предел биномиального распределения при {\displaystyle p={\tfrac {1}{2}}} появилось в 1738 году во втором издании работы Муавра «Доктрина случайностей». Это было первое доказательство частного случая центральной предельной теоремы. В 1809 году Гаусс в сочинении «Теория движения небесных тел» ввёл это распределение как возникающее в результате многократных измерений движения небесных тел. Однако Гаусс вывел формулу для действительных случайных величин из принципа достижения максимума совместной плотности всех измерений в точке с координатами, равными среднему всех измерений. Этот принцип впоследствии подвергался критике. В 1812 году Лаплас в теореме Муавра — Лапласа обобщил результат Муавра для произвольного биномиального распределения, то есть для сумм одинаково распределённых независимых бинарных величин.